# Castillo de Cardenete
El castillo de Cardenete es una fortificación del municipio español de Cardenete, en la provincia de Cuenca.

## Descripción
El inmueble se encuentra en el término municipal conquense de Cardenete, en Castilla-La Mancha. Su construcción, que se remonta a la primera mitad del siglo XVI, fue promovida por Andrés Cabrera, primer marqués de Moya. Fue fortificado durante la Primera Guerra Carlista.
La fortaleza podría haber quedado protegida de forma genérica el 22 de abril de 1949, mediante un decreto publicado el 5 de mayo de ese mismo año en el Boletín Oficial del Estado con la rúbrica del dictador Francisco Franco y del ministro de Educación Nacional José Ibáñez Martín, que sostenía que «Todos los castillos de España, cualquiera que sea su estado de ruina, quedan bajo la protección del Estado».